# بورتر شيلدون
بورتر شيلدون (بالإنجليزية: Porter Sheldon)‏ هو محامي وسياسي أمريكي، ولد في 29 سبتمبر 1831 في الولايات المتحدة، وتوفي في 15 أغسطس 1908. حزبياً، نشط في الحزب الجمهوري. وقد انتخب عضو مجلس النواب الأمريكي.